# Stefan Straßer
Stefan Straßer (auch Stefan Strasser; * 1965 in Kempten) ist ein deutscher Improvisationsmusiker (Synthesizer, Piano, Gitarre, Elektronik) und Klangkünstler.
Straßer, als Musiker zunächst Autodidakt, besuchte Workshops von Reinhard Gagel, Gunda Gottschalk und Achim Tang. Er ist Mitglied des Kölner Psychedelic-Jazz-Trio KlangDrangOrchester, außerdem im Flow Ensemble, Disquiet Junto und im Improvisationsquartett Improcity. In seiner Arbeit als Improvisator beschäftigt er sich mit den Grenzbereichen zwischen Klang und Geräusch, Tonalität und Atonalität sowie denen zwischen Struktur und Improvisation.
Mit dem ukrainischen Bassist/ Vokalist Tungu und der Wiener Geigerin und Live-Elektronikerin Mia Zabelka entstand das Album the confidence of one swimming against the current (FMR Records). Des Weiteren kollaborierte Straßer mit Antonella Eye Porcelluzzi, Reid Karris und Wilfried Hanrath. Unter eigenem Namen legte er die Soloalben Lve at Endlos Elektrosounds at 35blumen (2023) und Searching for Bugs (2024) vor. Im Laufe seiner Karriere trat er u. a. im Kölner Loft, der Kölner Musiknacht, Kulturtag Oberscheid, Oooh!Fest/Amsterdam, ImproHazard Festival/Peritz, 35blumen/Krefeld und beim 24h Improv Marathon Werkplaats Walter in Brüssel auf.

## Diskographische Hinweise
- Stefan Strasser / Antonella Eye Porcelluzzi: Vibrational Challenge (Default Standard, 2024)
- Reid Karris / Stefan Strasser: Mutual Disagreement (2022)
- Improcity (2022), mit Wilfried Hanrath, Ralf Schloßherr, Udo Zöls
- Three Jazz Trio: The Poetry Album (2022), mit Rainer Weber, Stephan Bartsch
- Tungu: Prectictability Failure (ADN, 2023)
- Stefan Schmidt / Stephan Bartsch / Stefan Strasser: nødutgang (2024)
- Wilfried Hanrath & Stefan Strasser: liminal places (2024)